# Bundesstraße 35
Die deutsche Bundesstraße 35 (Abkürzung: B 35) beginnt an der B 9 in Germersheim in der Pfalz und endet in Illingen als Einmündung in die B 10. Größere Orte an der B 35 sind Germersheim, Philippsburg, Graben-Neudorf, Bruchsal, Bretten, Knittlingen, Maulbronn, Mühlacker und Illingen. Landschaftlich reizvoll ist der Streckenabschnitt durch den Kraichgau.

## Vernetzungen
- B 9 Kleve–Lauterbourg an der Anschlussstelle Germersheim
- B 36 Mannheim–Rastatt an der Anschlussstelle Graben-Neudorf
- A 5 Frankfurt am Main–Basel an der Anschlussstelle Bruchsal
- B 3 Buxtehude–Weil am Rhein an der Anschlussstelle Bruchsal
- B 293 Heilbronn–Pfinztal an der Anschlussstelle Bretten
- B 294 Bretten–Freiburg an der Anschlussstelle Bretten
- B 10 Pirmasens–Nersingen an der Anschlussstelle Illingen

## Geschichte
Die B 35 war Teil der geplanten Bundesautobahn 80, die von Germersheim über Bruchsal, Vaihingen an der Enz, Stuttgart und Ulm nach Senden (Bayern) führen sollte. 
Teilstücke der Strecke sind vierspurig, unter anderem zwischen Germersheim und Philippsburg-Rheinsheim, Bretten-Alexanderplatz und zwischen Knittlingen und Maulbronn.

## Verkehrsbelastung

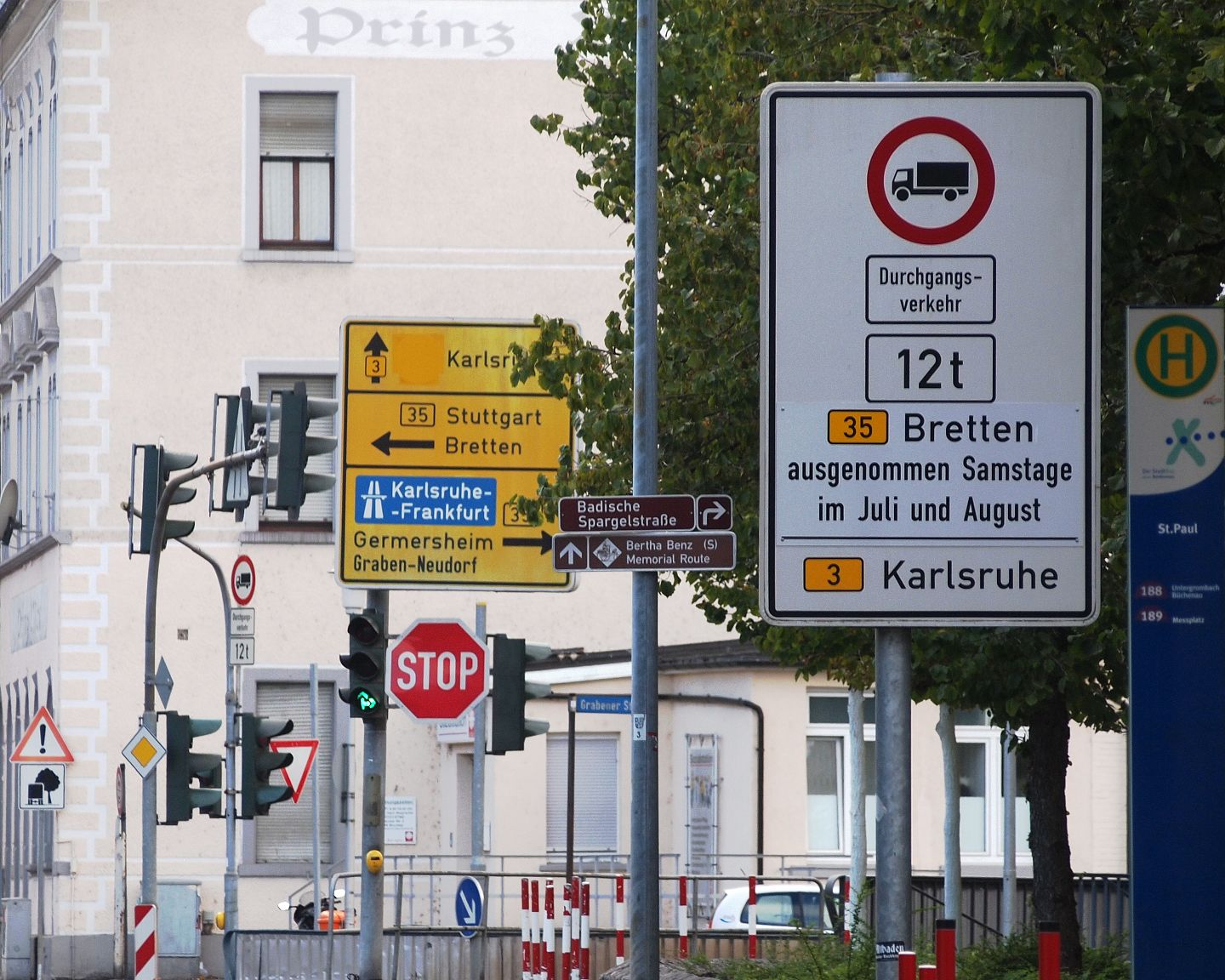
Verbot für Lkw über 12 t außer an Samstagen im Juli und August

Chronisch überlastet ist der Abschnitt zwischen Bruchsal und Knittlingen bzw. Illingen, da dieser als Abkürzung und mautfreie Verbindung zwischen Stuttgart und Mannheim von vielen LKW genutzt wird.

## Sehenswürdigkeiten
- Germersheim: Festung Germersheim
- Bruchsal: Schloss Bruchsal
- Bretten: Melanchthon-Museum
- Knittlingen: Faust-Museum
- Maulbronn: Kloster Maulbronn
- Mühlacker: Christbaumständermuseum